# Listă de așezări daco-romane din România
Aceasta este o listă de așezări daco-romane regăsite pe teritoriul României.

## Banat

### Județul Caraș-Severin
• (Agadici)
• (Băile Herculane)
• (Bănia)
• (Berliște)
• (Berzovia)
• (Bolvașnița)
• (Borlova)
• (Caransebeș)
• (Cărbunari)
• (Comorâște)
• (Dalboșeț)
• (Domașnea)
• (Duleu)
• (Fârliug)
• (Fizeș)
• (Forotic)
• (Gârbovăț)
• (Gârliște)
• (Gherteniș)
• (Giurgiova)
• (Gornea)
• (Grădinari)
• (Greoni)
• (Iam)
• (Iaz)
• (Iertof)
• (Ilidia)
• (Jupa)
• (Mehadia)
• (Moldova Nouă)
• (Pătaș)
• (Prilipeț)
• (Ramna)
• (Șopotu Vechi)
• (Șoșdea)
• (Vălișoara)
• (Vărădia)
• (Vrăniuț)
• (Zăgujeni)
• (Zăsloane)

### Județul Timiș
• (Hodoni)
• (Sânnicolau Mare)
• (Timișoara)

## Crișana

### Județul Arad
• (Arad)
• (Berinda)
• (Chișineu-Criș)
• (Felnac)
• (Sântana)
• (Șimand)
• (Zădăreni)

### Județul Bihor
• (Cociuba Mare)
• (Ghenetea)
• (Girișu de Criș)
• (Haieu)
• (Livada de Bihor)
• (Mișca)
• (Oradea)
• (Râpa)
• (Sânnicolau Român)

## Dobrogea

### Județul Constanța
• (2 Mai)
• (23 August)
• (Adamclisi)
• (Agigea)
• (Albești)
• (Băltăgești)
• (Băneasa)
• (Bugeac)
• (Canlia)
• (Capidava)
• (Casian)
• (Castelu)
• (Ciobanu)
• (Cobadin)
• (Cogealac)
• (Constanța)
• (Corbu)
• (Costinești)
• (Credința)
• (Crucea)
• (Cumpăna)
• (Cuza Vodă)
• (Dorobanțu)
• (Dunărea)
• (Eforie Sud)
• (Fântânele)
• (Floriile)
• (Galița)
• (Gălbiori)
• (General Scărișoreanu)
• (Ghindărești)
• (Grădina)
• (Gura Dobrogei)
• (Hațeg)
• (Istria)
• (Izvoarele)
• (Lazu)
• (Luminița)
• (Moșneni)
• (Năvodari)
• (Negru Vodă)
• (Nisipari)
• (Nistorești)
• (Nuntași)
• (Ostrov)
• (Palazu Mare)
• (Palazu Mic)
• (Pantelimon)
• (Pădureni)
• (Pecineaga)
• (Petroșani)
• (Rasova)
• (Săcele)
• (Sibioara)
• (Sinoie)
• (Straja)
• (Târgușor)
• (Techirghiol)
• (Traian)
• (Tuzla)
• (Vadu)
• (Vama Veche)

### Județul Tulcea
• (Agighiol)
• (Babadag)
• (Baia)
• (Băltenii de Jos)
• (Beștepe)
• (Cataloi)
• (Căprioara)
• (Ceamurlia de Jos)
• (Enisala)
• (Făgărașu Nou)
• (Frecăței)
• (Horia)
• (Iazurile)
• (Jurilovca)
• (Lunca)
• (Mahmudia)
• (Murighiol)
• (Nalbant)
• (Niculițel)
• (Ostrov)
• (Poșta)
• (Rahman)
• (Sarichioi)
• (Sarighiol de Deal)
• (Sarinasuf)
• (Sâmbăta Nouă)
• (Somova)
• (Telița)
• (Topolog)
• (Trestenic)
• (Valea Nucarilor)
• (Visterna)
• (Vișina)

## Maramureș

### Județul Satu Mare
• (Acâș)
• (Apa)
• (Berveni)
• (Bolda)
• (Cehăluț)
• (Culciu Mic)
• (Foieni)
• (Supuru de Sus)
• (Tiream)
• (Turulung)

## Moldova

### Județul Galați
• (Negrilești)
• (Poiana)
• (Șendreni)
• (Tecuci)
• (Vânători)

## Muntenia

### Județul Argeș
• (Golești)
• (Podu Dâmboviței)

### Județul Buzău
• (Vâlcelele)

### Județul Prahova
• (Baba Ana)
• (Bătrâni)
• (Boldești)
• (Cioranii de Sus)
• (Cireșanu)
• (Drăgănești)
• (Fefelei)
• (Mizil)
• (Păulești)
• (Ploiești)
• (Potigrafu)
• (Starchiojd)
• (Șirna)
• (Valea Cucului)
• (Valea Scheilor)
• (Zalhanaua)

### Județul Teleorman
• (Dulceanca)
• (Pietroșani)

## Oltenia

### Județul Dolj
• (Almăj)
• (Amărăștii de Sus)
• (Apele Vii)
• (Bârca)
• (Bojoiu)
• (Cârcea)
• (Castranova)
• (Cioroiu Nou)
• (Craiova)
• (Desa)
• (Drănic)
• (Galicea Mare)
• (Ghidici)
• (Leu)
• (Locusteni)
• (Padea)
• (Pârșani)
• (Prapor)
• (Răcarii de Jos)
• (Robăneștii de Jos)
• (Verbița)
• (Viișoara Mică)
• (Zănoaga)

### Județul Gorj
• (Glodeni)
• (Hăiești)
• (Săcelu)
• (Târgu Jiu)

### Județul Mehedinți
• (Balta Verde)
• (Crăguești)
• (Drobeta-Turnu Severin)
• (Halânga)
• (Izimșa)
• (Izvoarele)
• (Izvoru Frumos)
• (Ostrovu Mare)
• (Rocșoreni)
• (Vrancea)

### Județul Olt
• (Brâncoveni)
• (Chilia)
• (Colonești)
• (Dobrun)
• (Drăgănești-Olt)
• (Gârcov)
• (Mihăești)
• (Orlea)
• (Reșca)
• (Slatina)
• (Slăveni)
• (Sprâncenata)
• (Stoenești)
• (Vlădila)

### Județul Vâlcea
• (Bârsești)
• (Bistrița)
• (Bujoreni)
• (Buleta)
• (Bunești)
• (Copăceni)
• (Drăgășani)
• (Fișcălia)
• (Frâncești)
• (Greblești)
• (Greci)
• (Gura Suhașului)
• (Gurișoara)
• (Horezu)
• (Lunca)
• (Măgura)
• (Ocnița)
• (Olteni)
• (Pădurețu)
• (Părăușani)
• (Rădăcinești)
• (Râmnicu Vâlcea)
• (Robești)
• (Rosia)
• (Ruda)
• (Sălătrucel)
• (Sânbotin)
• (Stănești-Lunca)
• (Șirineasa)
• (Teiușu)
• (Titireci)

## Transilvania

### Județul Alba
• Brucla (Aiud)
• Apulum (Alba Iulia)
• (Băcăinți)
• (Blandiana)
• (Bucium)
• (Cenade)
• (Cicău)
• (Ciugud)
• (Ciumbrud)
• (Daia Română)
• (Dumbrava)
• (Ghirbom)
• (Ocna Mureș)
• (Micoșlaca)
• (Noșlac)
• (Obreja)
• (Pătrângeni)
• (Rădești)
• (Răhău)
• (Roșia Montană)
• (Sebeș)
• (Șpălnaca)
• (Stremț)
• (Șeușa)
• (Tibru)
• (Vințu de Jos)

### Județul Bistrița-Năsăud
• (Apatiu)
• (Archiud)
• (Arcalia)
• (Bârla)
• (Beclean)
• (Bidiu)
• (Bistrița)
• (Bozieș)
• (Bretea)
• (Budacu de Jos)
• (Buduș)
• (Bungard)
• (Căianu Mic)
• (Cepari)
• (Chiochiș)
• (Chiraleș)
• (Ciceu-Giurgești)
• (Coasta)
• (Corvinești)
• (Cristur-Șieu)
• (Delureni)
• (Dipșa)
• (Domnești)
• (Dorolea)
• (Fânațe)
• (Fântânele)
• (Fântânița)
• (Ghinda)
• (Hirean)
• (Ilișua)
• (Jelna)
• (Matei)
• (Miceștii de Câmpie)
• (Nimigea de Jos)
• (Sălcuța)
• (Sărățel)
• (Sângeorzu Nou)
• (Sânmihaiu de Câmpie)
• (Silivașu de Câmpie)
• (Strugureni)
• (Stupini) 
• (Șieu-Odorhei)
• (Șopteriu)
• (Tărpiu)
• (Tăure)
• (Vermeș)
• (Visuia)
• (Zoreni)

### Județul Brașov
• (Beclean)
• (Beia)
• (Bod)
• (Brașov)
• (Cața)
• (Comana de Jos)
• (Comana de Sus)
• (Cristian)
• (Criț)
• (Crizbav)
• (Cuciulata)
• (Dacia)
• (Fântâna)
• (Felmer)
• (Fișer)
• (Hălmeag)
• (Hoghiz)
• (Homorod)
• (Jibert)
• (Lovnic)
• (Mateiaș)
• (Măieruș)
• (Meșendorf)
• (Ormeniș)
• (Racoș)
• (Râșnov)
• (Rotbav)
• (Vulcan)

### Județul Cluj
• (Aghireșu)
• (Aiton)
• (Apahida)
• (Aruncuta)
• (Baciu)
• (Bădeni)
• (Băgara)
• (Băița)
• (Boian)
• (Boju)
• (Bolduț)
• (Bologa)
• (Bonț)
• (Buza)
• (Căianu)
• (Călărași)
• (Căprioara)
• (Câmpia Turzii)
• (Ceanu Mic)
• (Cheia)
• (Chinteni)
• (Cluj-Napoca)
• (Ciumăfaia)
• (Ciurila)
• (Cluj-Napoca)
• (Copăceni)
• (Cubleșu Someșan)
• (Deușu)
• (Dezmir)
• (Feldioara)
• (Florești)
• (Gârbău)
• (Gheorgheni)
• (Gligorești)
• (Iacobeni)
• (Iara)
• (Izvoru Crișului)
• (Jucu de Sus)
• (Livada)
• (Luna de Jos)
• (Mărtinești)
• (Mera)
• (Micești)
• (Mihai Viteazu)
• (Moldovenești)
• (Mureșenii de Câmpie)
• (Pădurenii)
• (Pălatca)
• (Petea)
• (Petreștii de Jos)
• (Pintic)
• (Pruniș)
• (Rădaia)
• (Recea-Cristur)
• (Rediu)
• (Sava)
• (Sânnicoară)
• (Sic)
• (Soporu de Câmpie)
• (Suatu)
• (Șardu)
• (Suceagu)
• (Tritenii de Jos)
• (Turda)
• (Tureni)
• (Urișor)
• (Vâlcele)
• (Viișoara)
• (Viștea)

### Județul Covasna
• (Angheluș)
• (Ariușd)
• (Baraolt)
• (Boroșneu Mare)
• (Brateș)
• (Căpeni)
• (Cernatu)
• (Reci/Comolau)
• (Ilieni)
• (Măgheruș)
• (Moacșa)
• (Olteni)
• (Poian)
• (Reci)
• (Sânzieni)
• (Sfântu Gheorghe)
• (Târgu Secuiesc)
• (Valea Mare)

### Județul Harghita
• (Crăciunel)
• (Cristuru Secuiesc)
• (Dârjiu)
• (Dejuțiu)
• (Eliseni)
• (Filiaș)
• (Inlăceni)
• (Lutița)
• (Mărtiniș)
• (Medișoru Mare)
• (Merești)
• (Mugeni)
• (Ocland)
• (Odorheiu Secuiesc)
• (Porumbenii Mici)
• (Sâncrăieni)
• (Sânsimion)
• (Șimonești)
• (Tușnad)

### Județul Hunedoara
• (Bățălar)
• (Breazova)
• (Călan)
• (Chitid)
• (Cinciș)
• (Deva)
• (Grădiștea de Munte)
• (Hunedoara)
• (Mugeni)
• (Rapoltu Mare)
• (Sarmizegetusa)
• (Sântămăria Orlea)
• (Strei)
• (Valea Lupului)
• (Văleni)
• (Vețel)

### Județul Mureș
• (Agrișteu)
• (Albești)
• (Aluniș)
• (Apold)
• (Band)
• (Batoș)
• (Bogata)
• (Boiu)
• (Brâncovenești)
• (Călugăreni)
• (Călușeri)
• (Cecălaca)
• (Ceuașu de Câmpie)
• (Chețani)
• (Cițău)
• (Cristești)
• (Cornești)
• (Criș)
• (Daia)
• (Gălești)
• (Glodeni)
• (Gogan)
• (Gurghiu)
• (Iernut)
• (Ivănești)
• (Lechința)
• (Loțu)
• (Măgherani)
• (Morești)
• (Moșuni)
• (Ogra)
• (Ormeniș)
• (Papiu Ilarian)
• (Reghin)
• (Saschiz)
• (Sângeorgiu de Mureș)
• (Seleuș)
• (Sovata)
• (Stejărenii)
• (Șaeș)
• (Șapartoc)
• (Sfântu Gheorghe)
• (Tăureni)
• (Târnăveni)
• (Tușinu)
• (Țigmandru)
• (Valea Rece)
• (Viilor)
• (Voiniceni)
• (Vulcan)
• (Zau de Câmpie)

### Județul Sălaj
• (Bobota)
• (Bocșa)
• (Bulgari)
• (Cosniciu de Jos)
• (Crasna)
• (Crișeni)
• (Cuceu)
• (Doh)
• (Fetindia)
• (Gârbou)
• (Hereclean)
• (Jac)
• (Panic)
• (Pericei)
• (Porț)
• (Rogna)
• (Sâncraiu Silvaniei)
• (Zalău)

### Județul Sibiu
• (Apoldu de Sus)
• (Ațel)
• (Boarta)
• (Brateiu)
• (Copșa Mică)
• (Cristian)
• (Curciu)
• (Hamba)
• (Hosman)
• (Laslea)
• (Mândra)
• (Micăsasa)
• (Miercurea Sibiului)
• (Ocna Sibiului)
• (Roșia)
• (Rusciori)
• (Ruși)
• (Sângătin)
• (Șeica Mică)
• (Sibiu)
• (Slimnic)
• (Șura Mică)
• (Târnava)